# Unicafe
HYY Ravintolat Oy (tidigare Oy UniCafe Ab) är en del av HUS Gruppen som ägs av Studentkåren vid Helsingfors Universitet, vilken driver UniCafe-studentrestauranger samt fyra festrestauranger i Helsingfors.

## Historik
Studentkåren vid Helsingfors Universitet började restaurangverksamhet 1953 i Domus Academica.

## Restauranger

### Studentrestauranger
- Biocentrum, Viksbågen 9
- Brunakärr, Brånakärrsvägen 9
- Chemicum, A.I. Virtanens plats 1
- Exactum, Gustaf Hällströms gata 2b
- Forsthuset, Fabiansgatan 39
- Huvudbyggnaden, Fabiansgatan 33
- Kookos, Aspnäsgatan 6
- Korona, Viksbågen 11
- Mejlans, Haartmansgatan 3
- Olivia, Brobergsterrassen 20 R
- Physicum, Gustaf Hällströms gata 2
- Porthania, Universitetsgatan 3
- Rotunda, Unionsgatan 36
- Soc&Kom, Topeliusgatan 16
- Statsvetenskapliga, Unionsgatan 37
- Studentplatsen, Mannerheimvägen 3 B
- Topelias, Unionsgatan 38
- Valdemar, Industrigatan 23-25 (utan FPA-måltidsstöd)
- Viikuna, Agnes Sjöbergs gata 2

### Festrestauranger
- Gamla studenthuset, Mannerheimvägen 3
- Restaurang Domus, Sanduddsgatan 14
- Viola, Kajsaniemistranden 2
- Gustus & Vera, Fabiansgatan 37